# District de Ruffec
Le district de Ruffec est une ancienne division territoriale française du département de la Charente de 1790 à 1795.
Il était composé des cantons de Ruffec, Aigre, Lanville Marcillac, Mansle, Verteuil et Villefagnan.